# Golodirsen
 (mars 2020).
Le Golodirsen, vendu sous le nom de marque Vyondys 53, est un médicament utilisé pour le traitement de la dystrophie musculaire de Duchenne (DMD) chez les personnes présentant une mutation confirmée du gène de la dystrophine susceptible d'entraîner le saut d'exon 53.  

## Mécanisme d'action
Le médicament a été développé par Sarepta Therapeutics. Il fonctionne en provoquant le saut d'exon dans le gène de la dystrophine et en augmentant ainsi la quantité de protéine de dystrophine disponible pour les fibres musculaires.

## Efficacité clinique
Aucun effet bénéfique clinique de l'utilisation du golodirsen n'a été établi. Depuis décembre 2019, le golodirsen est approuvé pour une utilisation thérapeutique aux États-Unis, ainsi que dans les pays qui reconnaissent automatiquement les décisions de la Food and Drug Administration des États-Unis, à condition que son bénéfice soit démontré dans un essai clinique confirmé. Cela demeure une molécule expérimentale.  
Dans l'essai clinique pivot du golodirsen, les niveaux de dystrophine ont augmenté, en moyenne, de 0,10% par rapport à la normale de départ à 1,02% par rapport à la normale après 48 semaines de traitement avec le médicament ou au delà des 48 semaines. Le changement était un critère de point de substitution et l'essai n'a pas établi l'avantage clinique du médicament, y compris les changements de la fonction motrice du sujet.  

## Effets indésirables et toxicité
Les effets indésirables les plus fréquemment rapportés par les participants recevant du golodirsen dans les études cliniques étaient des maux de tête, de la fièvre (pyrexie), de la toux, des vomissements, des douleurs abdominales, des symptômes du rhume (rhinopharyngite) et des nausées. Des réactions d'hypersensibilité, notamment des éruptions cutanées, de la fièvre, des démangeaisons, de l'urticaire, une irritation cutanée (dermatite) et une desquamation de la peau (exfoliation), se sont produites chez des personnes traitées par le golodirsen.  
Une toxicité rénale a été observée chez les animaux ayant reçu du golodirsen. Bien qu'aucune toxicité rénale n'ait été observée dans les études cliniques avec le golodirsen, une toxicité rénale, y compris une glomérulonéphrite potentiellement mortelle, a été observée après l'administration de certains oligonucléotides antisens.  La fonction rénale doit être surveillée chez ceux qui prennent du golodirsen,. 

## Histoire
La Food and Drug Administration des États-Unis (FDA) a approuvé le golodirsen en décembre 2019, dans le cadre de la procédure d'approbation accélérée.  La demande de golodirsen a obtenu l'appellation accélérée, l'appellation d'examen prioritaire, l'appellation de médicament orphelin et a été considéré comme prioritaire dans les maladies pédiatriques rares.  